# Glenea cinna
Glenea cinna é uma espécie de escaravelho da família Cerambycidae. Foi descrita por Francis Polkinghorne Pascoe em 1867. É conhecida a sua existência em Sulawesi.